# Josep Vidal-Ribas
Josep Vidal-Ribas Güell (ur. 27 lutego 1888 w Barcelonie, zm. 21 czerwca 1959 tamże) – hiszpański działacz sportowy.
Vidal-Ribas był prezesem Real Club de Tenis Barcelona w latach 1920-1929 i l’Associació de Lawn Tennis de Catalunya od 1921 do 1923. W latach 1924–1928 pełnił funkcję przewodniczącego Real Federación Española de Tenis (hiszpańskiej federacji tenisa ziemnego). Był wiceprezesem, a następnie skarbnikiem klubu piłkarskiego FC Barcelona. 10 lipca 1942 został prezesem Barcy po rezygnacji poprzednika, Enrique Piñeyro Queralty. Sprawował tę funkcję przez 33 dni do powrotu na to stanowisko Piñeyro Queralty 13 sierpnia 1942. Następnie był sekretarzem klubu.